# Антипасто
Антипа́сто (итал. antipasto, мн. ч. antipasti, от anti «до» + pasto «еда») — традиционная горячая или холодная мясо-овощная закуска в итальянской кухне, приготовленная из типичных итальянских мясных и морепродуктов, а также специально для этого подготовленных овощей и подаваемая на большой тарелке или вращающемся деревянном подносе перед основным блюдом.
Антипасто выкладываются на блюдо так, чтобы создавалась композиция, гармоничная не только по вкусу, но и по внешнему виду.
Некоторые блюда антипасто имеют отдельные названия и могут употребляться как отдельная закуска. Примерами таких блюд являются капрезе или брускетта.

## Варианты приготовления
В классической итальянской кухне антипасто, как правило, содержит шесть или семь различных самых популярных ингредиентов — это может быть блюдо с копчёностями, оливками, запечёнными или поджаренными на гриле и маринованными с различными пряными травами овощами, капрезе, сырами (например, моцарелла), морепродуктами, кусочками свежих фруктов, зеленью. К этому блюду обязательно также подают разнообразные сорта хлеба, хорошего качества натуральное оливковое масло (например, сорта Virgin olive oil) и ароматизированный итальянский бальзамический или винный уксус.
Вариантов приготовления антипасто существует большое количество. Разнообразие достигается путём замены одних продуктов другими: осьминоги могут быть заменены креветками, креветки кусочками рыбы. Вместо морепродуктов можно положить несколько сортов мяса, а можно обойтись и вовсе без мяса. Замена сыра, набора овощей или трав тоже могут создать совершенно неповторимое сочетание.
Отдельные компоненты антипасто, которые требуют маринования, готовятся заранее — не менее трёх часов. Для достижения более пикантного вкуса рекомендуется всё подготовить за день до подачи на стол.

## История
Источники по вопросу возникновения расходятся.
В 1475 году ватиканский библиотекарь Бартоломео Сакки выпустил в свет труд «Об истинной радости и хорошем самочувствии», где рекомендовал римлянам вопреки традиции начинать любую трапезу с фруктов. Результатом его кулинарных изысков стало такое блюдо, как кусочки окорока с дыней, инжиром или персиками, то есть Antipasto.

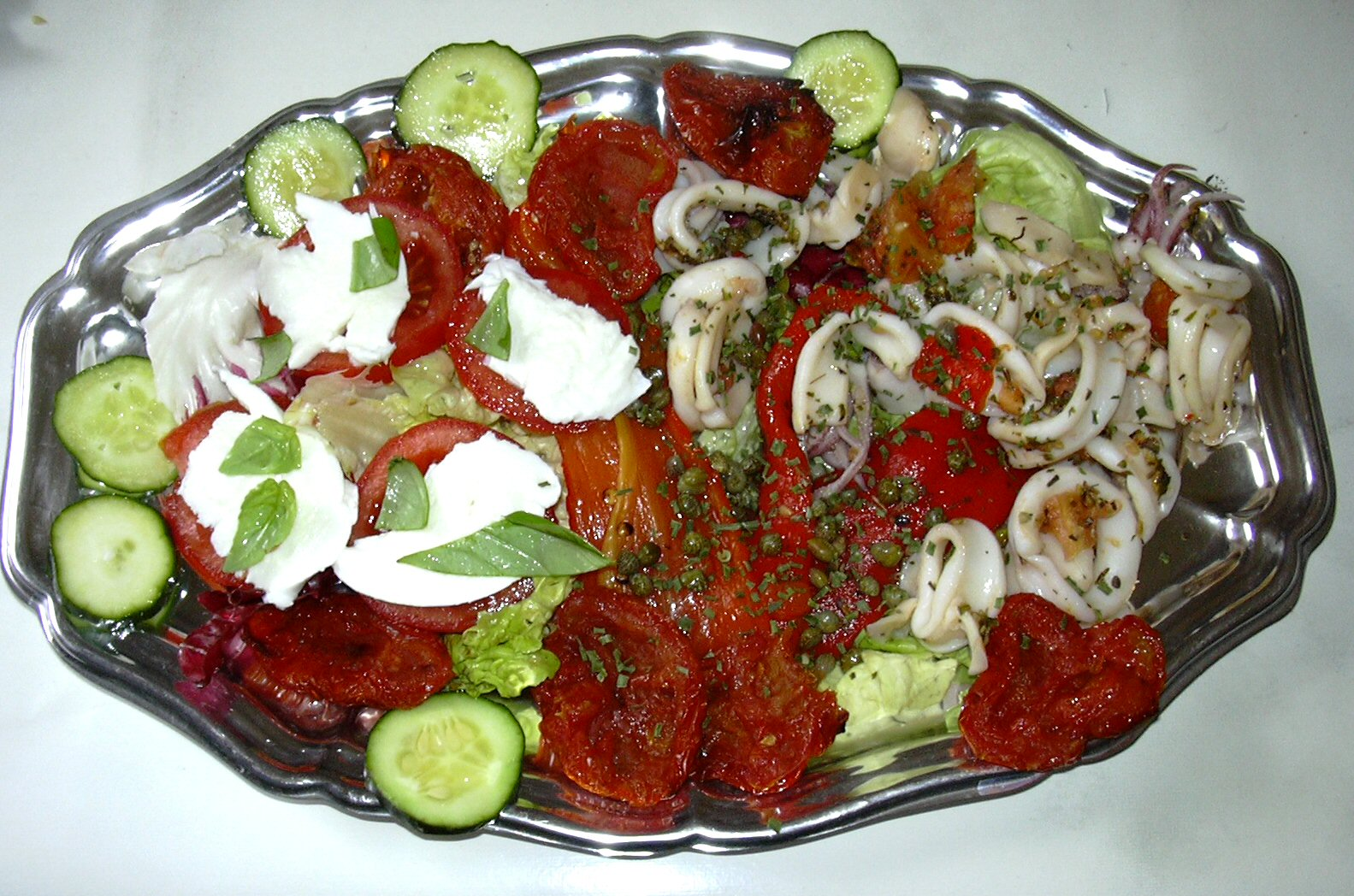
Антипасто с морепродуктами
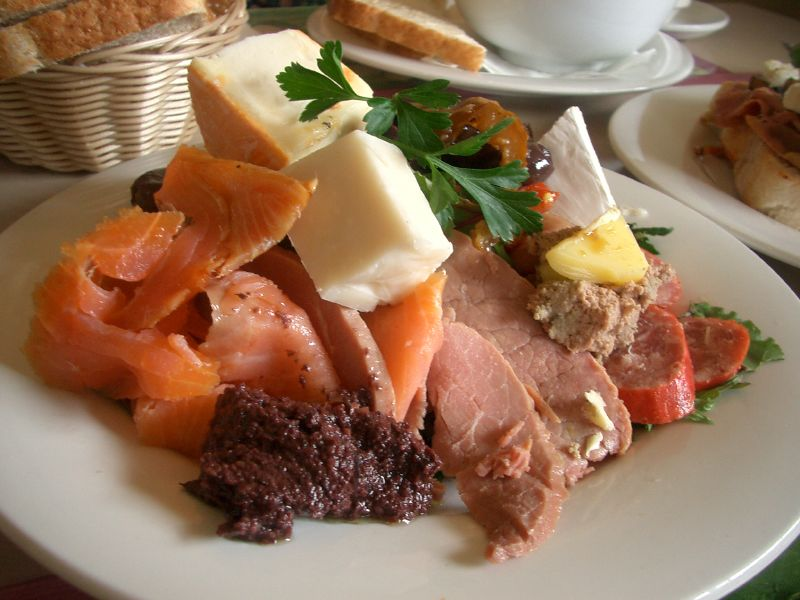
Вариант антипасто: кусочки копчёных лосося, курятины и свинины, колбасы сорта «кабана», козьего сыра твёрдых сортов и сыра сорта бри, паштет, тапенада, оливки, песто «руккола», индийский томатный соус чатни
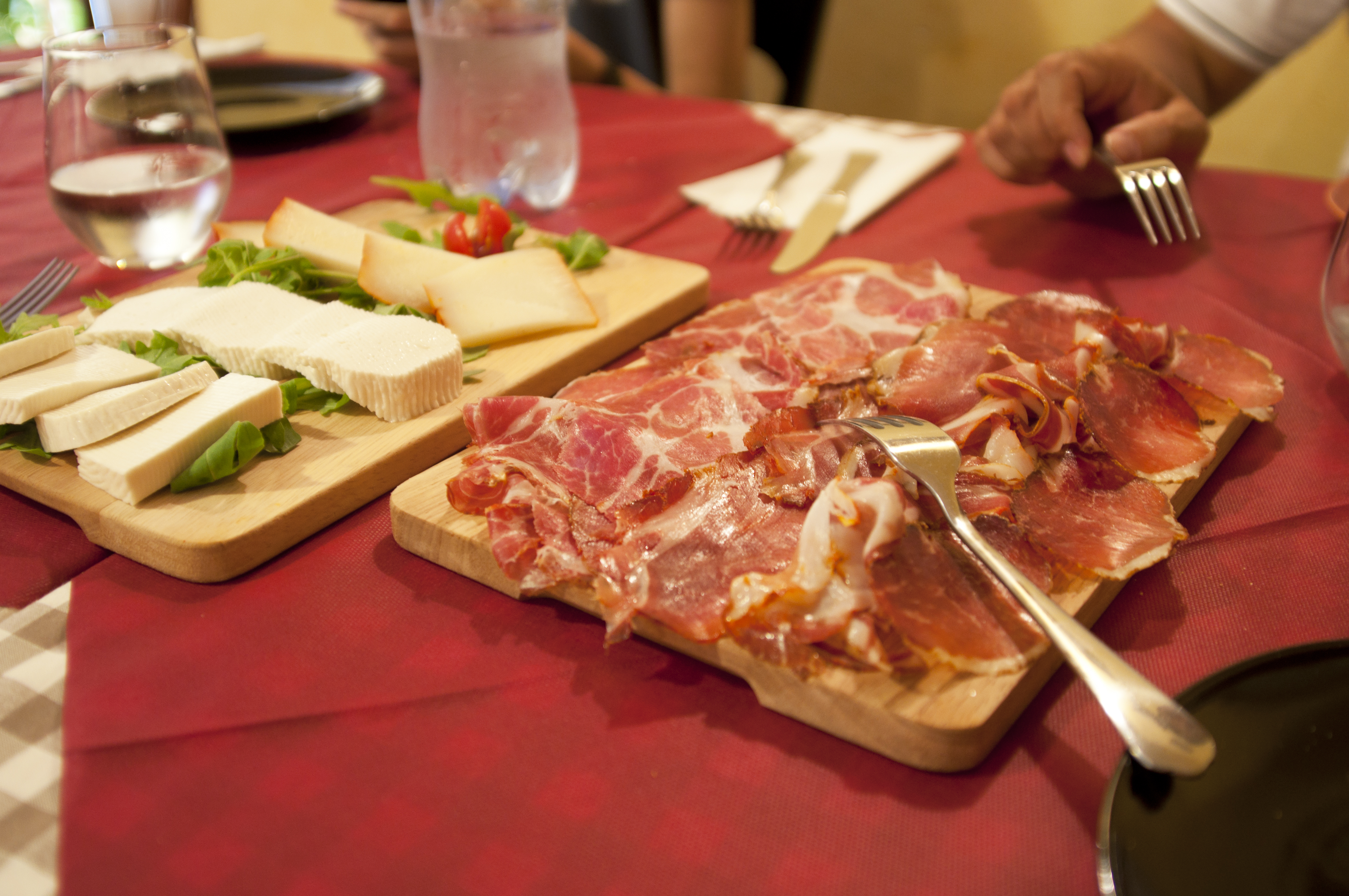
Традиционное антипасто в городке Фьюмефреддо-Бруцио (Калабрия) — четыре вида свинины, сыр пекорино разных периодов зрелости